# Teknoteket
Teknoteket var en populärvetenskaplig tidskrift med tillhörande "tekniklåda", vilken utgavs 1980-1983 av Ingenjörsförlaget i Falköping. Tidskriften med tillhörande låda utkom med sex nummer per år.
I varje låda avhandlades ett utvalt område inom teknik/naturvetenskap. Lådan innehöll alltid en medlemstidning (Teknoteket Klubb-Nytt) och en tema-tidning i färg som förklarade lådans teknikområde. Därutöver fanns ett antal föremål för att demonstrera olika naturvetenskapliga fenomen och tekniska fenomen (såsom papp-grammofonen, tvärsnitt av en slalomskida, prisma etc). 

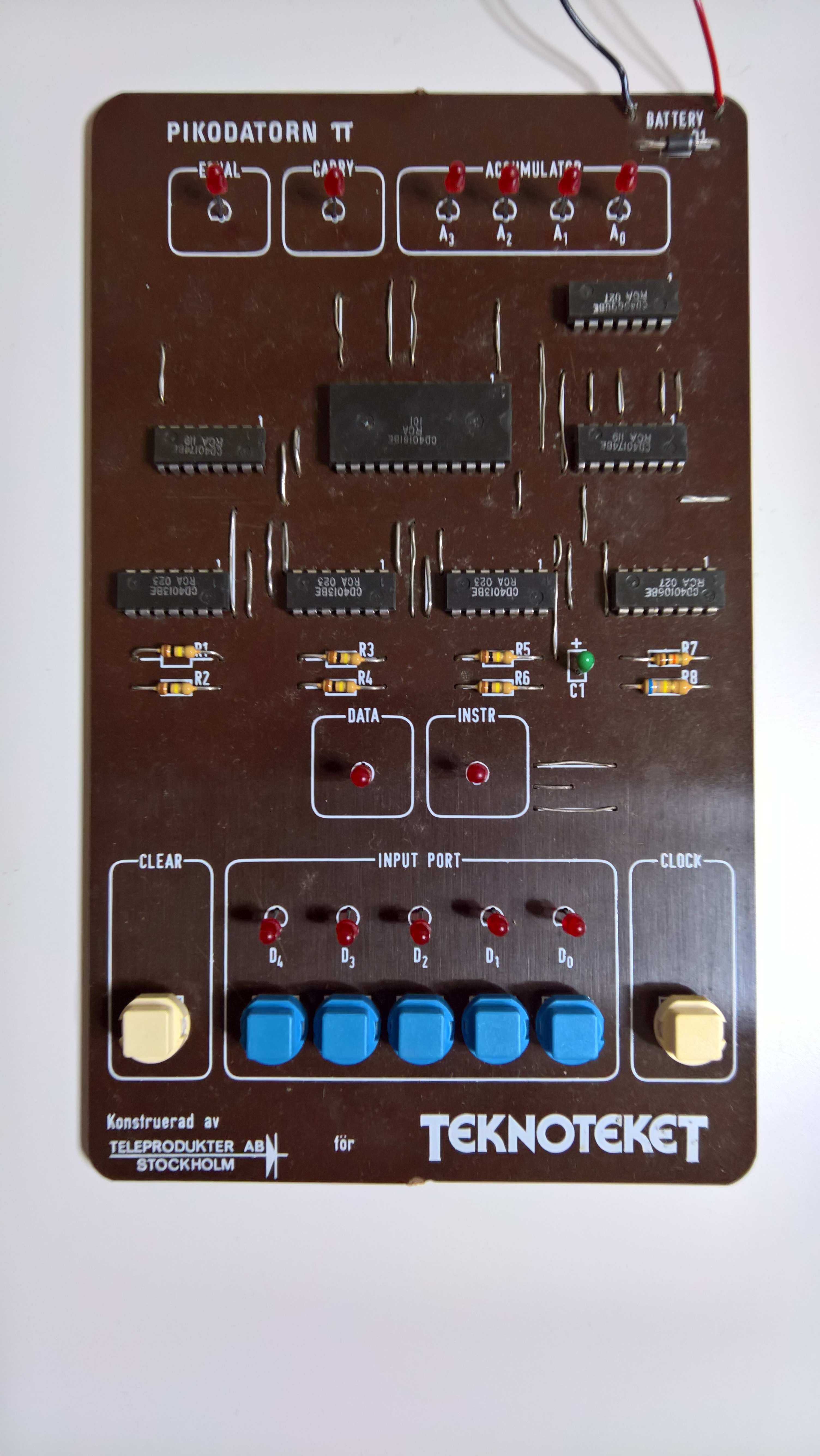
Teknotekets Pikodator. Färdigmonterad.

I Klubb-Nytt 4/81 fanns det ett erbjudande om att köpa Teknotekets Pikodator, en byggsats för 130 kr med 45 komponenter som man själv skulle löda ihop.
Några på den tiden kända svenskar figurerade ibland. I den första introduktionslådan från 1980, med temat moderna material, fanns ett kassettband med barnprogramsduon Staffan & Bengt (Staffan Ling och Bengt Andersson). I ljud-lådan från 1981 fanns en kassett på vilken Michael B. Tretow förklarade studioteknik. Sammantaget utkom 16 lådor.

## Lista över Teknoteket-lådor
- 1/1980: Moderna material, provlåda som såldes för 20 kronor
- 1/1981: Ljud
- 2/1981: Mikrodatorer
- 3/1981: Väder
- 4/1981: Vindenergi
- 5/1981: Tele
- 6/1981: Ljus
- 1/1982: Rymden
- 2/1982: Tidmätning
- 3/1982: Solenergi
- 4/1982: Uppfinningar
- 5/1982: Trycka & Kopiera
- 6/1982: Elmotorer
- 1/1983: DNA
- 2/1983: Musikinstrument
- 3/1983: Vatten & Hav